# Едуардо Родрігес
Едуардо Родрігес Вельтсе (ісп. Eduardo Rodríguez Veltzé; нар. 2 березня 1956) — болівійський політичний діяч, президент країни у 2005—2006 роках; до цього був головним суддею Верховного суду Болівії.

## Походження
Народився в Кочабамбі 1956 року. Має фах адвоката і ступінь магістра державного управління. Навчався у коледжі Сан-Агустін; вивчав право в Університеті Кочабамби, а потім — в Гарвардському університеті.

## Події 2005 року
2005 року, після тижнів масових народних заворушень на чолі з Ево Моралесом, президент Карлос Меса склав свої повноваження. Після відмови Ормандо Діеса й Маріо Коссіо, відповідно голів Сенату й Палати депутатів, зайняти пост президента у зв'язку з тиском заколотників владу очолив Родрігес як голова Верховного суду (судової влади в країні). Родрігес був призначений на пост глави держави для організації упродовж року чергових виборів.
Його перебування на посту президента завершилось після інавгурації Ево Моралеса у січні 2006 року, що стало наслідком перемоги останнього на президентських виборах, що відбулись кількома місяцями раніше.

## Звинувачення у зраді
Під час врядування Моралеса Родрігеса було звинувачено у державній зраді через відмову від використання ракет (відповідне рішення було прийнято за часів перебування Родрігеса на посту президента). Болівія придбала близько 30 одиниць зенитно-ракетних комплексів HN-5 у Китаї у 1990-х роках. До 2005 року ці комплекси застаріли, і Родрігес ухвалив рішення щодо їх утилізації.